# Stinson Beach, California

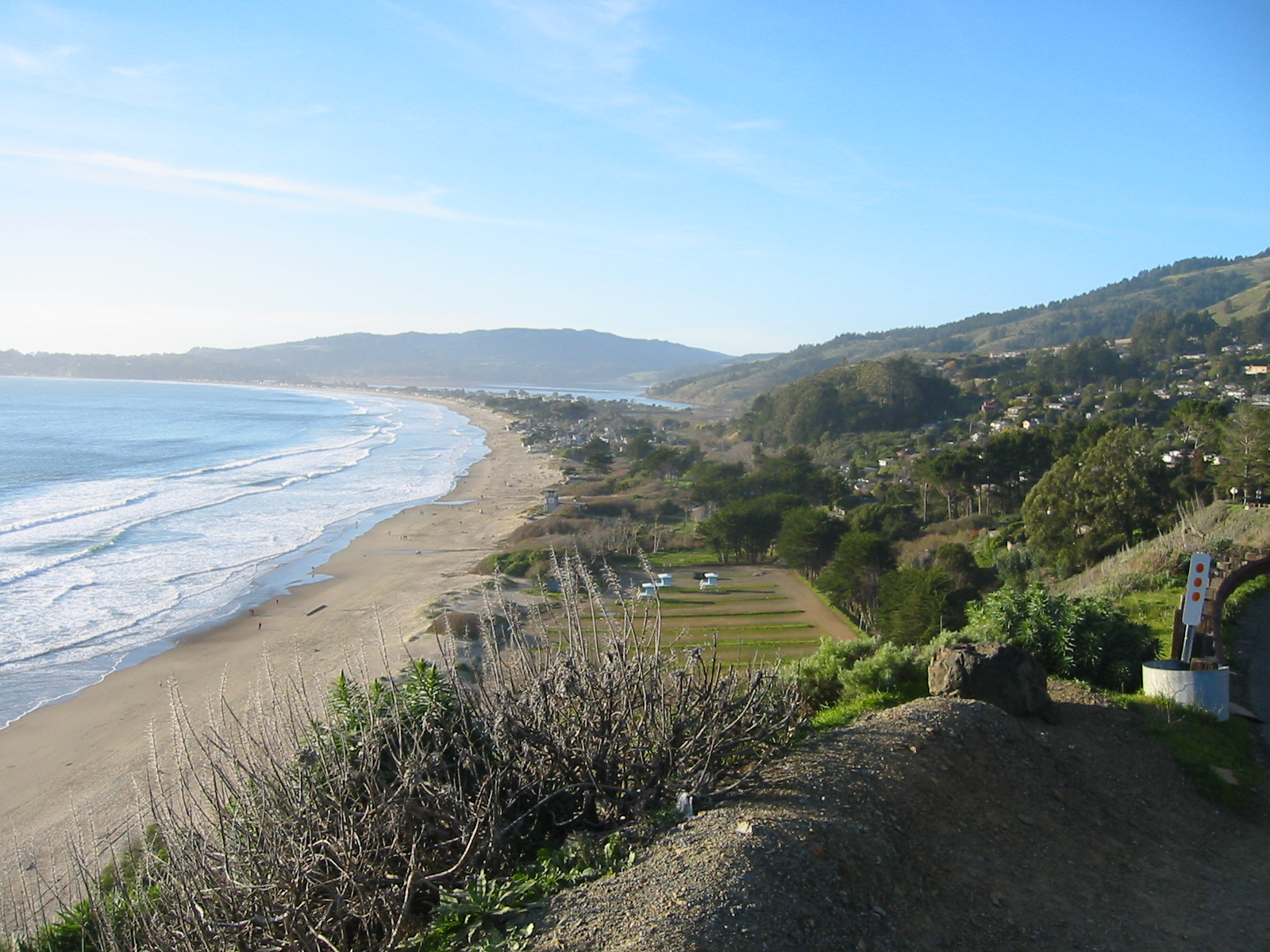
Stinson Beach, California

Stinson Beach este o comunitate fără personalitate juridică din comitatul Marin, statul California, situat pe coasta de vest a Statelor Unite. Stinson Beach este situat la 2,5 mile (4 km) est-sud-est de Bolinas,  la o altitudine de 8 -26 metri. Populația din Stinson Beach CDP la recensământ din 2000 avea  751 loc.
Stinson Beach este la aproximativ  de 35 de minute de Podul Golden Gate, pe autostrada 1 din California. El este cunoscut prin atracții turistice, cum ar fi Muir Woods National Monument, Muir Beach, și  Muntele Tamalpais. Aceasta are o plajă lungă cu oportunități ocazionale pentru surfing, deși apa este rece și este ceață este vizitat pe tot parcursul anului.
Stinson Beach este un loc agereement pentru o excursie de o zi pentru oamenii din bazinul San Francisco  și pentru turiștii care vizitează nordul Californiei. Deși cei mai mulți vizitatori sosesc cu mașina personală, Stinson Beach este legată de Marin City de către un serviciu de transport cu autobuzul, și de rețeaua de trasee montane in jurul Muntelui Tamalpais. Plaja de nisip este una dintre cele mai curate în regiune, spre deosebire de plajele vecine în Bolinas.